# Elizabeth Wilbraham
Elizabeth Wilbraham   (Weston-under-Lizard, 14 de febrer de 1632 - Weston-under-Lizard, 27 de juliol de 1705), nascuda Mytton, va ser una membre de l'aristocràcia anglesa, tradicionalment identificada com una important promotora d'arquitectura. Recentment s'ha postulat que es tracta de la primera dona arquitecta coneguda, l'obra de la qual havia estat atribuïda a homes. En més d'una dotzena de residències familiars i un gran nombre d'esglésies, se li atribueixen ara unes 400 construccions.

## Primers anys
Elizabeth Mytton neix en el si d'una família amb diners. Casada als 19 anys amb sir Thomas Wilbraham, hereu del títol nobiliari de baronet de Wilbraham, inicia amb ell un llarg viatge de jovençans per Europa, que li brinda l'oportunitat d'adquirir nous coneixements d'arquitectura.
A Holanda Elizabeth Wilbraham coneix l'arquitecte Pieter Post, considerat el fundador de l'estil barroc holandès. Ella estudia l'obra de Palladio al Vèneto, Itàlia, i la Residència de Landshut, a la Baixa Baviera.

## Vida personal
Es coneix poc de la vida privada de Wilbraham, exceptuant unes cartes privades descobertes l'any 2008 que han passat a l'Oficina de Registres de Staffordshire. Les cartes recullen la cerca per part d'Elizabeth de marits adequats per a les seves filles, Grace i Margaret. Segons l'executiu de màrqueting de la Fundació Weston Park, "les cartes mostren la importància d'un matrimoni adequat en l'aristocràcia de l'època. Ella era una dona veritablement forta que sabia el que volia i com aconseguir-ho".

## Primera arquitecta coneguda
Un llibre de l'any 2012 de l'historiador John Millar afirma que Wilbraham és la primera dona arquitecta coneguda. Millar diu que és el resultat de més de 50 anys de recerca sobre el tema. El 2007 els propietaris de la casa senyorial Wotton House van convocar un congrés amb la finalitat d'esbrinar la identitat de l'arquitecte original de l'habitatge. El congrés va comportar la publicació d'almenys dos treballs: el 2010 sir Howard Colvin va proposar que John Fitch podria haver-ne estat l'arquitecte original, i mesos més tard, Millar, coneixedor de la teoria de Colvin, va suggerir-ne l'alternativa de Wilbraham com a arquitecta.
Ja que al segle xvii era impossible per a una dona dedicar-se a una professió s'afirma que Wilbraham hauria emprat homes arquitectes com a executants per supervisar les construccions en el seu lloc. Es creu que hauria dissenyat més d'una dotzena d'habitatges per a la seva família i, per la inclusió de detalls de disseny distintius i inusuals, Millar ha establert que es tracta de l'arquitecta de 18 esglésies a Londres (oficialment atribuïdes a Christopher Wren). Per la incorporació tardana de Wren com a arquitecte, Millar ha suggerit que Wilbraham seria la seva més probable tutora.
Fins a 400 edificis s'han suggerit per Millar com a possibles treballs d'Elizabeth Wilbraham. Gairebé tots generalment mostren similituds amb arquitectura holandesa o italiana. Wilbraham posseïa una edició de 1663 del llibre de Palladio I Quattro Libri dell'Architettura, al qual va afegir nombroses anotacions.
En l'acreditat i enciclopèdic Biographical Dictionary of British Architects, 1600-1840 (4a edició; 2008) de sir Howard Colvin, no obstant això, ella és esmentada una sola vegada. La seva al·lusió és com a promotora d'arquitectura.

## Projectes destacats
- Weston Hall, Staffordshire (1671), fonts com l'English Heritage atribueixen el projecte a Elizabeth Wilbraham amb William Taylor com a arquitecte d'execució de l'obra.[8]
- Wotton House, Buckinghamshire (reconstrucció, 1704-1714), d'arquitecte desconegut, es considera possible que sigui de Wilbraham o de John Fitch.[9]